# Miejsce Pamięci Janowo
Miejsce Pamięci Janowo – miejsce pamięci narodowej zlokalizowane w gminie Dominowo, w pobliżu osady Janowo, na terenie kompleksów leśnych pomiędzy Węgierskiem, Klonami, Drzązgowem i Pławcami.

## Opis miejsca
Miejsce pamięci obejmuje kompleks kommemoratywny zbudowany ku czci żołnierzy Armii Krajowej, złożony z kapliczki z masztami flagowymi, kręgu kilkunastu głazów pomnikowych oraz tablic, upamiętniających żołnierzy różnych formacji i akcje antyniemieckie z terenu Wielkopolski.
Na kapliczce murowanej (projekt: Jan Kasiński i Marian Banasiewicz) znajduje się tablica o następującej treści: W pobliżu tego miejsca w nocy z 14 na 15 września 1943 r. samolot aliancki dokonał zrzutu broni dla miejscowych oddziałów Armii Krajowej. W odwecie Niemcy aresztowali około 200 mieszkańców pobliskich miejscowości, z których wielu poniosło śmierć. W hołdzie uczestnikom akcji społeczeństwo miasta i okolic Kostrzyna. Wrzesień 1983. Na jednym z kamieni wisi ponadto następująca tablica: W pobliżu tego miejsca 21 kwietnia 1944 r. zginął w czasie niemieckiej obławy członek sztabu Inspektoratu Armii Krajowej Środa, plutonowy Wawrzyniec Chałupka. Poległ niepokonany. Janowo 2008 r.
Na pozostałych głazach kręgu wyryte są bezpośrednio w kamieniu inskrypcje, poświęcone akcjom antyniemieckim w z terenu Wielkopolski i Poznania, m.in. Akcji Bollwerk, obronie Kłecka (8-9 września 1939), ks. Mateuszowi Zabłockiemu, komendantowi obrony Gniezna w 1939, konspiracyjnej organizacji niepodległościowej Ojczyzna, działającej w Poznaniu w latach 1939-1945, Czarnemu Legionowi z Gostynia (1940-1941), Marcinowi Rożkowi – powstańcowi wielkopolskiemu i rzeźbiarzowi, placówkom wywiadu wojskowego AK – Lombard i Stragan, akcji Riposta – zrzutom alianckim z 1943 w rejonie Janowa, Turska, Ołoboku i Grabu oraz inne.
Na centralnym głazie wewnątrz kręgu umieszczono słowa wiersza Władysława Bełzy: Ojców naszych ziemio święta / Ziemio wielkich cnót i czynów / Tyś na wskroś jest przesiąknięta / Krwią ofiarną swoich synów.

## Odsłonięcie
Miejsce pamięci otwarto 2 października 1983. Uroczystościom przewodniczył ksiądz dziekan Lech Ludwiczak. Udział wzięli liczni kombatanci Armii Krajowej, m.in. jedyny wówczas żyjący oficer organizacyjny średzkiego inspektoratu rejonowego AK, porucznik Jerzy Gawroński.